# Buzzurro
Buzzurro,  in romanesco buzzuro (AFI: [bbuˈd͡zd͡zuːɾo]),  corruzione linguistica del termine tedesco antico Butzen - oggi Putzer - ("pulitore"), è un termine con il quale s'identifica solitamente un individuo dall'aspetto sciatto e poco curato e, in senso più lato, dai modi e dallo stile grossolani.

## Etimologia ed usi
Era impiegato originariamente come soprannome per gli ambulanti svizzeri che, nella stagione invernale, si recavano a Roma per pulire i camini e vendere per le strade cibi quali la polenta, il castagnaccio e le castagne arrostite, in romanesco callaroste (si veda la poesia del poeta Gioachino Belli dal nome "La putt*na e 'r pivetto"), per poi passare, in seguito dell'unificazione di Roma con l'Italia e della sua designazione a capitale regia, ad indicare con fare spregiativo le genti dell'Italia subalpina (perlopiù piemontesi) venute nell'Urbe al seguito della corte sabauda.
A Roma, nel 1871, vennero censiti 6.662 "buzzurri", di cui 34 donne; nel censimento di dieci anni dopo erano 10.887, di cui 111 donne; a fine secolo erano quasi 25.000, circa il 10% della popolazione romana dell'epoca.
In una sua poesia, il poeta dialettale Giggi Zanazzo ironizzava così sui "buzzurri" giunti a Roma con l'Unità d'Italia: «Questi pé fatte: annamo, fanno annuma - pé dì che famo, dicheno che fuma - pé divve addio dicheno cerea....E sò Tajani, di, 'sti ciafruijoni?».